# Hercules (Derby)
Hercules is een historisch merk van motorfietsen.
H. Butler Motorcycles, Derby. 
Engels merk, in 1902 opgericht, waar MMC-, Minerva- en White & Poppe-motoren werden ingebouwd. Tussen 1906 en 1910 eindigde de productie.
- Andere merken met de naam Hercules, zie Hercules (Australië) - Hercules (Birmingham) - Hercules (Neurenberg).